# Лещаны (Полтавская область)
Лещаны (укр. Лещани) — село,
Сагайдакский сельский совет,
Шишацкий район,
Полтавская область,
Украина.
Код КОАТУУ — 5325784604. Население по переписи 2001 года составляло 7 человек.

## Географическое положение
Село Лещаны примыкает к селу Гончары, в 0,5 км от села Луци.